# 芭比夜總會
芭比夜總會（英語：Babette's，或稱Babette's Supper Club），又名芭比俱樂部或芭貝特夜總會，是一間高級夜總會和酒吧，位於美國新澤西州大西洋城海濱大道（木板路）上的太平洋大道2211號（2211 Pacific Avenue）。它從1920年代早期開始經營，並於1950年被出售。該酒吧的設計像一首船的船體。密室裡有一個賭坊，聯邦政府當局曾對其進行調查，並在1943年對其展開突擊搜查。

## 歷史
該夜總會位於太平洋大道，大西洋城會議中心的對面，從1920年代早期經營，一直持續到1940年代。最初稱為「黃金旅館」（The Golden Inn），老闆丹·史蒂比斯（Dan Stebbins）與使用藝名芭比（Babette）的歌舞女郎布蘭奇·巴比特（Blanche Babbitt）結婚後，便把夜總會改名。她用自己的才華創作服裝、音樂編排和編舞，改進了夜總會的舞台表演。
該夜總會曾經是Earl Lindsay的「全美滑稽劇」（All American Revue）的舉辦地點，並被《Billboard》形容為「該度假勝地領先的歌舞廳之一」。現場表演包括有歌舞隊和歌手。夜總會裡有一個小舞池。米爾頓·伯利、愛蓮娜·包威爾和喜劇演員喬·潘納都在舞台上演出過。艾爾·卡彭和紐約市市長吉米·沃克參觀過該夜總會。該夜總會也是新澤西州政治老大努基·強森的最愛，強森經常帶著兩名歌舞女郎來到夜總會。進入酒吧以外的主要表演廳需要支付最低限度的附加費。夜總會的菜單包括海鮮晚餐和木炭燒烤牛排。
藝人巴迪·艾布森在芭比夜總會開始了他的演藝事業。他的妹妹維爾瑪受雇在芭比夜總會跳舞。艾布森在大西洋城加入了她，他嘗試著在各個俱樂部和鋼鐵碼頭的遊方藝人表演中尋找工作，但沒有成功地找到任何娛樂方面的工作。有一天晚上，艾布森被允許與他的妹妹在芭比夜總會裡跳舞，因為人們認為這樣做會讓顧客們感到很愉快有趣。那天晚上，雜耍演員班尼·戴維斯就在觀眾席上。戴維斯曾在美國各地的電影院工作，負責編排演員。他與這兩位艾布森簽約，而他們在美國東部的劇院裡跳過一段時間的舞。之後，艾布森兩人去了齊格菲歌舞團工作。

## 室內與非法賭博
整個場所的設計以航海為主題。酒吧的一個顯著特點是它的設計像有舷窗的船體，並命名為「Babs」。夜總會裡擺放著一大堆屬於史蒂比斯的500磅（230公斤）吞拿魚。家具和設備都是「電藍色和鉻色」。
雖然芭比夜總會被認為是該市最高檔的夜總會之一，但它卻因舉辦非法賭博而名聲大噪，並在1930年代引起了聯邦政府的調查。在芭比夜總會裡有一個密室，裡面有牌桌和賽馬投注，這在當時是非法的。賭坊吸引了當時的狂賭徒；來自紐約社會名人錄的人都可以在芭比夜總會的房間裡被找到。史蒂比斯通過與政客和法律界人士的關係，保護了他的賭場生意。他的侄女Gloria Vallee在1980年回憶說，這個場地不斷受到警察的突擊搜查，但他們會向她的叔叔通風報信，說會有抄查，這樣他就可以保護他的客人。躲避警察的方式是從賭馬室的活板門離開。有一條通向屋頂的樓梯。賭徒們越過屋頂，從大樓一側的另一樓梯下樓，進入史蒂比斯的家。1943年，芭比夜總會被當局突擊搜查，預約設備被沒收。史蒂比斯因協助非法賭博被罰款幾千美元。

## 出售與遺產
1950年5月，史蒂比斯在近30年的擁有權後，將該夜總會出售給拉詹公司（Rajan Corporation）。他在1960年去世，而布蘭奇在1963年去世。
特朗普廣場賭場酒店現在佔用了該地方。2010年，該夜總會出現在由馬田·史高西斯執導的HBO犯罪電視劇《酒私風雲》的第一集，該劇設定在禁酒時期的大西洋城。電視劇中所描繪的酒吧是基於密西西比河的輪船，與芭比夜總會的酒吧風格不同。

## 資料來源
- Davis, Ed. . Siracusa Real Estate & Insurance Co. 1986. ISBN 978-0-9614585-1-5.
- Hart, Steven. . Rutgers University Press. 25 October 2013. ISBN 978-0-8135-6214-8.
- Karmel, James R. . Routledge. 2015. ISBN 978-1-3173-1462-2.
- Schnitzspahn, Karen L. . The History Press. 2012. ISBN 978-1-60949-507-7.
- Van Meter, Jonathan. . Crown Publishing Group. 2004. ISBN 978-1-4000-5297-4.
- Wallace, John. . John Blake Publishing. 2012. ISBN 1857826957.
- Waltzer, Jim; Wilk, Tom. . Rutgers University Press. 2001. ISBN 978-0-8135-3007-9.

39°21′22″N 74°26′15″W / 39.35611°N 74.43750°W